# Campionati sudcoreani di ski cross 2018
I Campionati sudcoreani di ski cross 2018 si sono svolti a Bongpyeong il 4 marzo. Il programma ha incluso sia la gara femminile che la gara maschile.
Trattandosi di competizioni valide anche ai fini del punteggio FIS, vi hanno partecipato anche sciatori di altre federazioni, senza che questo consentisse loro di concorrere al titolo nazionale sudcoreano.

## Risultati

### Uomini
| Pos. | Atleta       | Nazione       |
| ---- | ------------ | ------------- |
| 1    | Choi Ji-Hoon | Corea del Sud |
| 2    | Park Hyun    | Corea del Sud |
| 3    | Kwon Ki-Yun  | Corea del Sud |
| 4    | Lee Do-Geon  | Corea del Sud |

### Donne
| Pos. | Atleta    | Nazione       |
| ---- | --------- | ------------- |
| 1    | Kim Nari  | Corea del Sud |
| 2    | Kim Somin | Corea del Sud |